# Cornillac (Drôme)
Pour les articles homonymes, voir Cornillac.
Cornillac est une commune française située dans le département de la Drôme en région Auvergne-Rhône-Alpes.
Ses habitants sont dénommés les Cornillacais et les Cornillacaises.

## Géographie

### Localisation
Le village est situé à 34 km à l'est de Nyons.
Une autre commune parmi les plus proches est La Motte-Chalancon.

### Géologie et relief

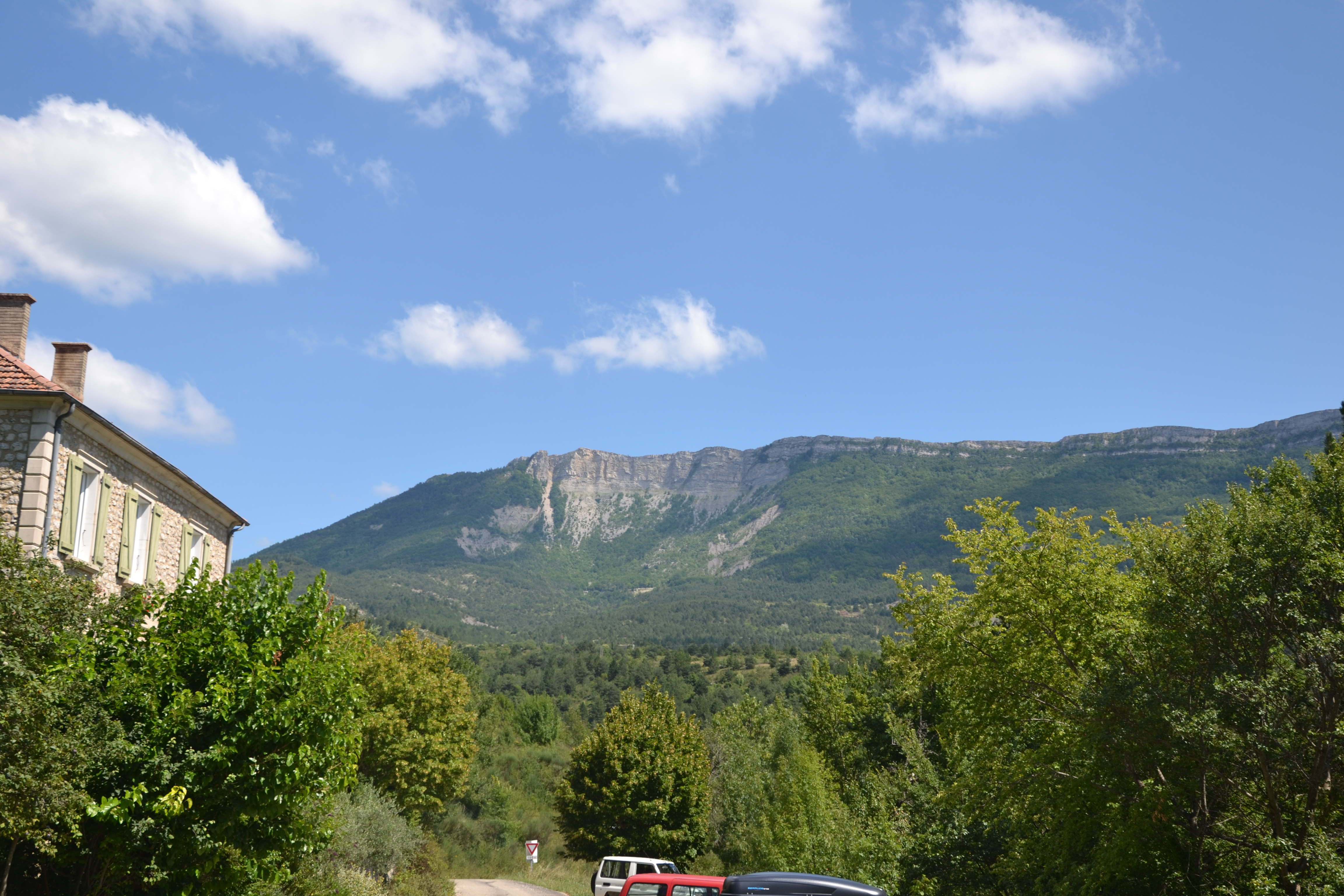
Montagne de Raton.

Le site du bourg est établi sur un mamelon de sable.
La montagne du Raton, au sud, culminant à 1 362 m, et les monts Saint-Romans, au nord, à 1 288 m, forment les points les plus élevés de la commune.

### Hydrographie
- Le Cornillac est un ruisseau affluent de l'Oulle, ayant un cours de 4.5 km sur la commune de Cornillac. En 1891, sa largeur est de 7.5 m, sa pente de 91 m, son débit ordinaire est de 0.50 m3, extraordinaire de 15 m3[2].
- La rivière Oule arrose la commune, ainsi que l'un de ses affluents, le ruisseau de Cénas[3], dont la vallée forme le relief le plus plat du territoire, ouvert vers l'ouest.

### Climat
Pour des articles plus généraux, voir Climat d'Auvergne-Rhône-Alpes et Climat de la Drôme.
En 2010, le climat de la commune est de type climat méditerranéen altéré, selon une étude du CNRS s'appuyant sur une série de données couvrant la période 1971-2000. En 2020, Météo-France publie une typologie des climats de la France métropolitaine dans laquelle la commune est exposée à un climat de montagne ou de marges de montagne et est dans la région climatique  Alpes du sud, caractérisée par une pluviométrie annuelle de 850 à 1 000 mm, minimale en été. 
Pour la période 1971-2000, la température annuelle moyenne est de 11,3 °C, avec une amplitude thermique annuelle de 16,8 °C. Le cumul annuel moyen de précipitations est de 978 mm, avec 7,5 jours de précipitations en janvier et 4,9 jours en juillet. Pour la période 1991-2020, la température moyenne annuelle observée sur la station météorologique de Météo-France la plus proche, « Remuzat »sur la commune de Rémuzat à 4 km à vol d'oiseau, est de 11,9 °C et le cumul annuel moyen de précipitations est de 889,2 mm,. Pour l'avenir, les paramètres climatiques de la commune estimés pour 2050 selon différents scénarios d'émission de gaz à effet de serre sont consultables sur un site dédié publié par Météo-France en novembre 2022.

## Urbanisme

### Typologie
Au 1er janvier 2024, Cornillac est catégorisée commune rurale à habitat très dispersé, selon la nouvelle grille communale de densité à 7 niveaux définie par l'Insee en 2022.
Elle est située hors unité urbaine et hors attraction des villes,.

### Occupation des sols
L'occupation des sols de la commune, telle qu'elle ressort de la base de données européenne d’occupation biophysique des sols Corine Land Cover (CLC), est marquée par l'importance des forêts et milieux semi-naturels (82,2 % en 2018), en diminution par rapport à 1990 (91,5 %). La répartition détaillée en 2018 est la suivante : 
forêts (64,6 %), zones agricoles hétérogènes (16,5 %), milieux à végétation arbustive et/ou herbacée (11,5 %), espaces ouverts, sans ou avec peu de végétation (6,1 %), cultures permanentes (1,3 %). L'évolution de l’occupation des sols de la commune et de ses infrastructures peut être observée sur les différentes représentations cartographiques du territoire : la carte de Cassini (XVIIIe siècle), la carte d'état-major (1820-1866) et les cartes ou photos aériennes de l'IGN pour la période actuelle (1950 à aujourd'hui).

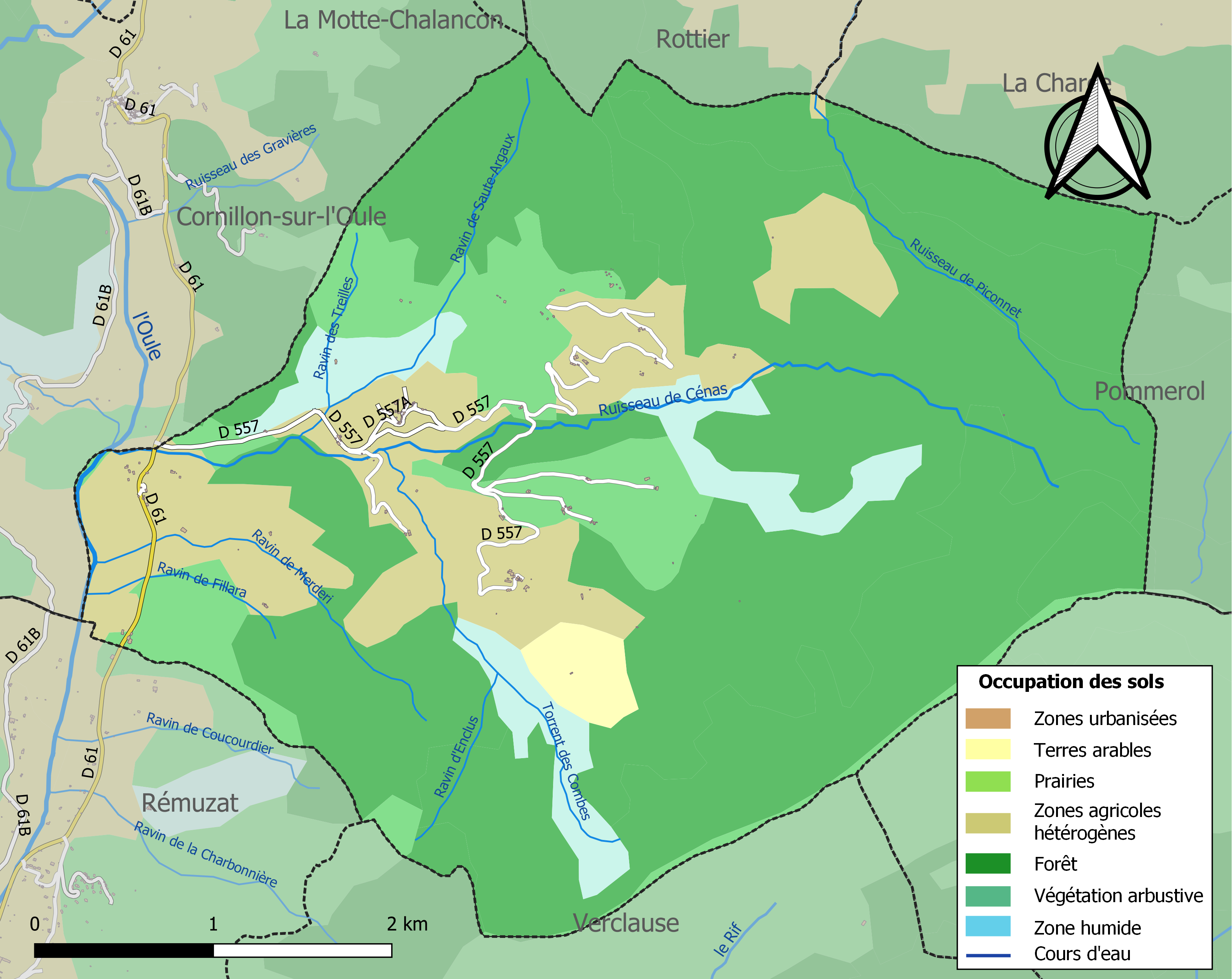
Carte des infrastructures et de l'occupation des sols de la commune en 2018 (CLC).

## Toponymie

### Attestations anciennes
Dictionnaire topographique du département de la Drôme :
- 1251 : Cornillam (Masures de l'Isle Barbe, 173).
- 1268 : Castrum de Curnilliano (inventaire des dauphins, 238).
- 1269 : Cornillanum (inventaire des dauphins, 218).
- 1891 : Cornillac, commune du canton de Remuzat.

### Étymologie
Certaines formes anciennes pourraient laisser penser qu'il y a eu substitution de suffixe, -anum d'origine latine aurait été remplacé par -acum d'origine gauloise. Cette option n'est pas retenue par Albert Dauzat qui considère qu'il s'agit dès l'origine d'un toponyme en -acum semblable à Cornillé (Ille-et-Vilaine, Corneliacum 1158) et Cornillé (Maine-et-Loire, Corniliacum VIe siècle). Le premier élément Cornill- représente le nom de personne latin Cornelius. La localité voisine Cornillon (Cornelio 1135) est formée avec le même anthroponyme, voire le même personnage, mais dérivée avec le suffixe à la fois gaulois et latin -one.

## Histoire

### Du Moyen Âge à la Révolution
La seigneurie :
- Terre des barons de Mévouillon[15].
- Vers 1251 : elle est hommagée aux abbés de l'Île-Barbe[15].
  - L'Île-Barbe était un puissant monastère fondé par Charlemagne dans une île de la Saône au nord de Lyon[réf. nécessaire].
  - 1261 : les barons de Mévouillon décident de reprendre les terres que l'abbaye de l'Île-Barbe possédait tout au long de la Vallée de l'Oule (Montmorin, Bruis, Sainte-Marie, La Charce, Pommerol, Cornillac, Cornillon, Rémuzat, Lemps, Saint-May). Cet ensemble pris le nom de Claverie de la Val d'Oule. Son siège était au château de Cornillon. En 1305, la claverie devint la propriété de la Provence et forma une enclave au milieu des terres dauphinoises.[réf. nécessaire].
- 1270 : Cornillac passe aux Isoard[15].
- Vendue aux Ancezune[15].
- 1330 : vendue aux Remuzat[15].
- 1348 : une partie du fief appartient aux Agoult[15].
- 1540 : le tout appartient aux Grolée-Mévouillon[15].
- 1551 : L'enclave de la Val d'Oule prend le nom Terres Adjacentes de Provence. Elle sera intégrée en 1641 à la Provence puis incluse dans la circonscription judiciaire de Sisteron[18].
- Tout début du XVIIe siècle : Cornillac appartient aux La Tour-Gouvernet, derniers seigneurs[15].

Derniers châtelains connus de Cornillac[réf. nécessaire] :
- Pierre I Pays (1535-1606).
- Pierre II Pays (1648-1740).
- Louis Filis Félix Pays (1689-1777).
- Pierre Païs Pays (1727-1791).

1787 (démographie) : 360 personnes environ.
Avant 1790, Cornillac était une communauté du ressort du parlement et de l'intendance d'Aix, viguerie et recette de Sisteron, formant une paroisse du diocèse de Gap, dont l'église était sous le vocable de Sainte-Madeleine et dont les dîmes appartenaient au prieur de Cornillon, qui présentait à la cure.

### De la Révolution à nos jours
Cette commune fait partie du canton de Remuzat depuis 1790.

## Politique et administration

### Liste des maires
| Période                                  | Période  | Identité       | Étiquette | Qualité                    |
| ---------------------------------------- | -------- | -------------- | --------- | -------------------------- |
| Les données manquantes sont à compléter. |          |                |           |                            |
| mars 1971                                | En cours | Georges Combel | PS        | Retraité Fonction publique |

### Rattachements administratifs et électoraux
La commune fait partie de la Communauté de communes des Baronnies en Drôme Provençale. Il s'agit d'une communauté de communes, qui depuis 2017 regroupe 67 communes et s’occupe principalement d’actions sociales, d’associations sportives, du tourisme, entre autres choses[réf. nécessaire].

## Population et société

### Démographie
L'évolution du nombre d'habitants est connue à travers les recensements de la population effectués dans la commune depuis 1793. Pour les communes de moins de 10 000 habitants, une enquête de recensement portant sur toute la population est réalisée tous les cinq ans, les populations de référence des années intermédiaires étant quant à elles estimées par interpolation ou extrapolation. Pour la commune, le premier recensement exhaustif entrant dans le cadre du nouveau dispositif a été réalisé en 2005.

En 2022, la commune comptait 90 habitants, en évolution de +11,11 % par rapport à 2016 (Drôme : +2,64 %, France hors Mayotte : +2,11 %).
| 1793 | 1800 | 1806 | 1821 | 1831 | 1836 | 1841 | 1846 | 1851 |
| ---- | ---- | ---- | ---- | ---- | ---- | ---- | ---- | ---- |
| 400  | 375  | 382  | 411  | 410  | 391  | 350  | 360  | 383  |

| 1856 | 1861 | 1866 | 1872 | 1876 | 1881 | 1886 | 1891 | 1896 |
| ---- | ---- | ---- | ---- | ---- | ---- | ---- | ---- | ---- |
| 344  | 349  | 354  | 314  | 320  | 303  | 280  | 274  | 248  |

| 1901 | 1906 | 1911 | 1921 | 1926 | 1931 | 1936 | 1946 | 1954 |
| ---- | ---- | ---- | ---- | ---- | ---- | ---- | ---- | ---- |
| 258  | 271  | 242  | 172  | 146  | 143  | 130  | 122  | 108  |

| 1962 | 1968 | 1975 | 1982 | 1990 | 1999 | 2005 | 2006 | 2010 |
| ---- | ---- | ---- | ---- | ---- | ---- | ---- | ---- | ---- |
| 105  | 74   | 71   | 59   | 76   | 81   | 87   | 86   | 85   |

| 2015 | 2020 | 2022 | - | - | - | - | - | - |
| ---- | ---- | ---- | - | - | - | - | - | - |
| 81   | 91   | 90   | - | - | - | - | - | - |

### Manifestations culturelles et festivités
- Fête : le 22 juillet[1].

#### Loisirs
- Randonnées[1].
- Pêche et chasse[1].

## Économie
En 1992 : pâturages (ovins), lavande.
Arboriculture, élevage de brebis[réf. nécessaire].

### Tourisme
- Bords de l'Oule[1].
- La commune est proche du parc naturel régional des Baronnies provençales.

## Culture locale et patrimoine

### Lieux et monuments
- Château médiéval en ruine[réf. nécessaire].
- Village perché ancien[1].
- Curieuse fontaine (indiquant la hausse ou la baisse du blé)[1].
- Église paroissiale de style roman[1].
  - L'église Sainte-Marie-Madeleine est une église paroissiale située dans le haut du village. Elle a sans doute été précédée d’un sanctuaire établi dans la campagne. Le curé de Cornillac, qui est mentionné dans les textes dès 1274, dépendait du prieur de Cornillon qui lui-même dépendait de l’abbé de l'Île-Barbe. L'église du XIIIe siècle est de tradition romane tardive, très largement remaniée[24].
- Chapelles Saint-Roch et Saint-Geniès[1].

### Héraldique, logotype et devise
| Blason de Cornillac | D'or à la fasce ondée d'azur chargée d'un poisson d'argent |